# Vjekoslav Zidarić
Vjekoslav Zidarić (Sveti Petar u Šumi, 31. listopada 1899. – Poreč, 7. kolovoza 1965.), agronom i pedagog. Školovao se u hrvatskoj gimnaziji u Pazinu. Nakon Prvog svjetskog rata pohađa Srednju vinogradarsko-voćarsku školu u Mariboru i Srednju poljoprivrednu školu u Križevcima. Diplomirao je na Višoj poljoprivrednoj zadružnoj školi u Pragu, a potom i na Ruskom institutu poljoprivrednoga zadrugarstva (1928.) Doktorirao je 1962. u Zagrebu s disertacijom Doprinos vodnih zajednica intenziviranju poljoprivrede, s posebnim osvrtom na istarske vodne zajednice.
Po završetku studija kratko predaje na Poljoprivrednom fakultetu u Novom Sadu. Nakon toga je predavač u Zadružnoj vinogradarsko-voćarskoj školi u Vršcu, a zatim visoki dužnosnik u Dunavskoj banovini u Novom Sadu. Za vrijeme Drugog svjetskog rata radi kao nastavnik i voditelj imanja Poljoprivredne škole u Križevcima. Direktor je Poljoprivredne škole u Pazinu od 1948. do 1953. Od 1963. do 1965. radi u Poreču, kao profesor na tamošnjoj Višoj poljoprivrednoj školi. Autor je većeg broja radova iz područja poljoprivrede, zadrugarstva, školstva i dr. Zaslužan je za uređenje pazinskih parkova (s učenicima Poljoprivredne škole), melioraciju Cerovljanske vale i otvaranje Narodnog muzeja u Pazinu. Vodio je kustose po selima i pomagao u otkupu predmeta za muzej, bio predsjednik muzejskog savjeta te s učenicima sudjelovao u raščišćavanju pazinskog Kaštela.

## Radovi
- Zemljoradničke zadruge za snabdevanje, Novi Sad, 1941.
- Zadrugarstvo u Istri i Matko Laginja (Riječka revija, 2, 1952.)
- Voćarstvo u Istri, Rijeka, 1954.
- Osvrt na istorijski razvoj i rad Poljoprivredne škole u Pazinu do 1918. (Jadranski zbornik, 5, 1962.)
- Poljoprivredne inicijative u Istri (Problemi sjevernog Jadrana, 1, Rijeka, 1963.)
- Razvitak zadrugarstva u Istri i njegova uloga u narodnom preporodu (zbornik Hrvatski narodni preporod u Dalmaciji i Istri, Zagreb, 1969.)